# 方向明 (1966年)
方向明（1966年10月—），浙江宁波人，浙江大学医学院副院长、教授，主要从事麻醉学方面的研究工作。担任九三学社第十四届中央委员会委员，入选中华人民共和国教育部2009年度"长江学者"特聘教授。